# NGC 4013
NGC 4013 је спирална галаксија у сазвежђу Велики медвед која се налази на NGC листи објеката дубоког неба.
Деклинација објекта је + 43° 56' 50" а ректасцензија 11h 58m 31,3s. Привидна величина (магнитуда) објекта NGC 4013 износи 11,5 а фотографска магнитуда 12,3. Налази се на удаљености од 18,139 милиона парсека од Сунца. NGC 4013 је још познат и под ознакама UGC 6963, MCG 7-25-9, CGCG 215-10, IRAS 11559+4413, PGC 37691.